# Pacsa
Pacsa è un comune dell'Ungheria di 1.904 abitanti (dati 2001). È situato nella contea di Zala.